# Feminilização

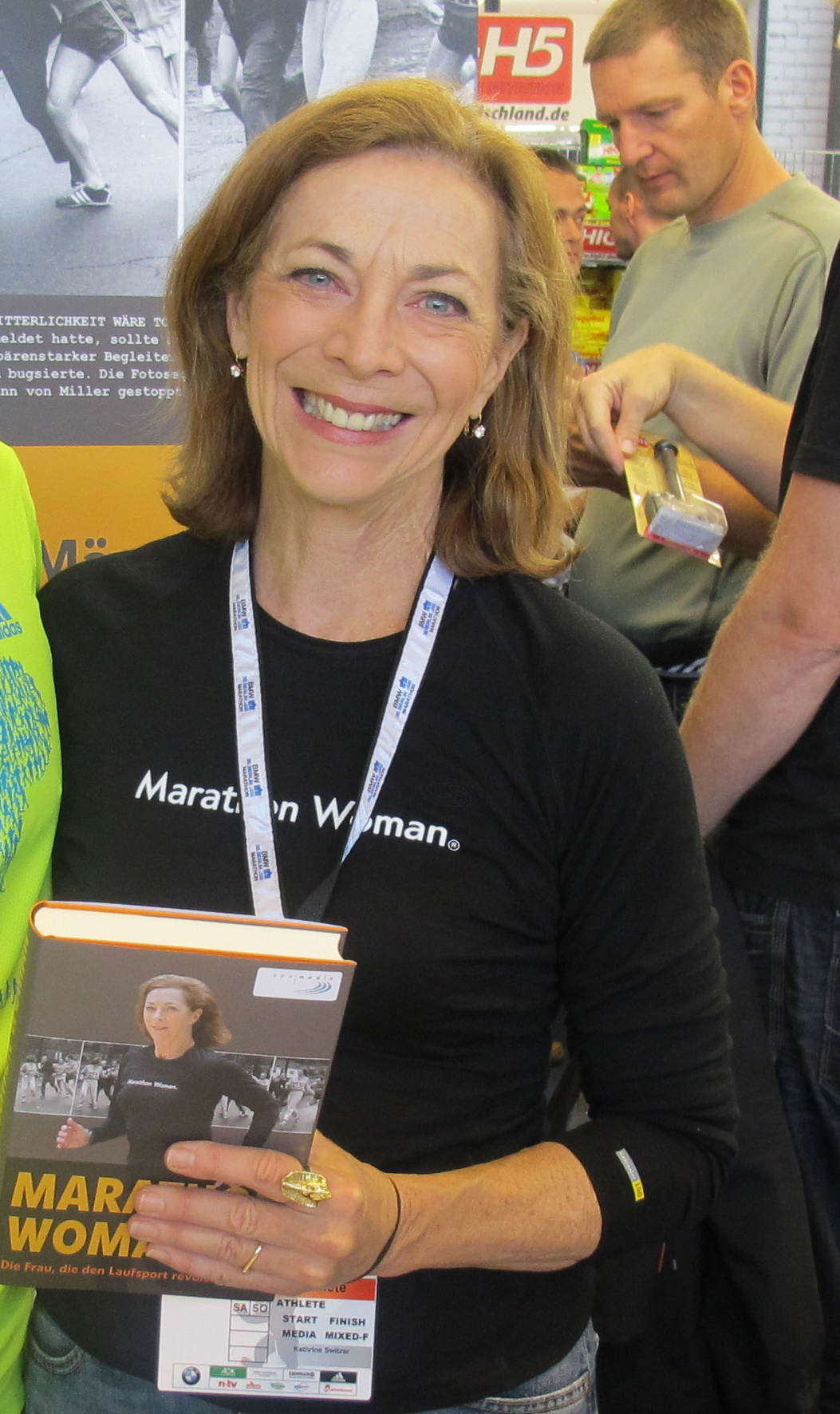
Maratona de 1967. Na maratona apareceu uma mulher, Kathrine Switzer. Para poder participar inscreveu-se com nome masculino. Na foto, detrás em alvo e negro, o momento em que um árbitro tenta detê-la e outros desportistas impedem que a tirem da corrida

Feminilização é uma expressão que indica ação ou processo no que se dá ou aparece a feminidade. O DRAE define quatro acepções, dois em biologia e outras duas em gramática. Não obstante, o termo usa-se, também, em medicina, botânica, veterinária e nos estudos sobre mulheres ou estudos de género. Desde os anos 1970, feminização usa-se para referir-se a processos como o de pobreza, mediante o qual um fenômeno ou prática social, por exemplo a pobreza, adquire forma feminina. O termo emprega-se na luta pelo reconhecimento dos direitos reivindicados pelo movimento LGBT e nos estudos e investigações sobre caracteres sexuais femininos e masculinos.
Feminização tem quatro significados no DRAE, dois em biologia e dois em gramática. Assim, em biologia, é definido como o aparecimento e o desenvolvimento de caracteres sexuais femininos em mulheres normais na época da puberdade. É também o aparecimento de certas personagens sexuais femininas em alguns homens. Por outro lado, na gramática, feminização é a ação de dar forma feminina a um nome que não a possui e a ação de dar gênero feminino a um nome originalmente masculino ou neutro. Há uma feminização do sexo biológico e uma feminização do gênero gramatical.
As teóricas feministas têm aberto campos de estudo nos que se constituem novas disciplinas que utilizam, como categoria analítica, o sistema de relações sexo/género. Estes estudos definem problemas sociais de desigualdade social e promovem acções e políticas de defesa dos direitos de "a metade da espécie humana".

## Feminização gramatical
A feminização é um procedimento que consiste em marcar as formas femininas dos nomes ou adjetivos ali onde as regras gramaticais preconizam o uso de formas não marcadas.

### Género gramatical
Em idiomas como o espanhol, as palavras são formadas pela adição de morfemas de gênero e número no caso de substantivos, ou de tempo, modo, aspecto, pessoa, no caso de verbos. Gênero gramatical é uma categoria que classifica substantivos e pronomes em uma das três classes: feminino, masculino e neutro. Gênero também é definido como uma forma pela qual os nomes dos nomes às vezes são distinguidos de acordo com o fato de pertencerem a uma ou à outra das três classes. Os substantivos pertencem a uma classe de gênero porque, com essa classe, uma forma de inflexão do adjetivo deve concordar. Existem três formas de flexão nas línguas indo-européias: masculino, feminino e neutro. Gênero também é cada uma dessas formas. A forma feminina é a forma marcada, isto é, exclusiva. O masculino é a forma não marcada, ou o que é o mesmo, inclusive. Isso significa que a forma masculina inclui o feminino.
Esta regra justifica-se porque a gramática não conhece o conceito de sexo, sina unicamente o de género. De sorte que se quer-se expressar que um grupo está composto de pessoas indiferentemente do sexo tanto masculino como feminino, se utiliza tradicionalmente este género não marcado, que sempre ter-se-á de compreender como uma expressão da natureza assexuada do grupo. Por isso, quando num grupo há pessoas de sexo feminino e pessoas de sexo masculino, elas dirão nós para referir ao grupo, e dirão nós para se referir, do grupo, só a elas. Eles dirão nós para referir ao grupo e dirão também nós para se referir, do grupo, só a eles.
O masculino é elevado do genérico à categoria do universal e daí à de sujeito universal dos direitos do cidadão.

### Feminização gramatical
Normas sociais, incluindo normas legais, são expressas de acordo com regras gramaticais. O problema é que o acordo gramatical não é um acordo social, que onde a norma social foi expressa de acordo com a forma gramatical masculina que inclui o feminino, na verdade não inclui as mulheres. Isso é conhecido como linguagem sexista e androcentrismo. Por esse motivo, tornou-se necessário usar expressamente a forma feminina para nomear mulheres. É o que é conhecido como uso não sexista da linguagem e da perspectiva de gênero. Nesse sentido, são promovidas a feminização de nomes de profissões, títulos, ofícios e posições e a feminização de textos, que não devem ser confundidas com a feminização de profissões .

## Feminilização biológica
O termo feminização também pode se referir ao processo de transformação homem-mulher realizado por algumas pessoas diagnosticadas com "Síndrome da Disforia de Gênero", popularmente conhecida como Transsexualismo, que motiva o indivíduo a consumir hormônios femininos, cirurgias de feminização, operações de mudança de sexo., tratamentos para depilação, uso de roupas femininas, entre outros. O termo também é usado para se referir ao processo pelo qual um homem assume traços e comportamentos femininos, permanente ou temporariamente. Freqüentemente, a palavra "feminização" é usada para se referir à ação usada por algumas pessoas que gostam de usar roupas femininas em público ou em particular e que são chamadas de "travestis de fetiche" de acordo com o manual de diagnóstico psiquiátrico do DSM IV.

## Feminização em artrópodes
Nos artrópodes, a presença de simbiontes intracelulares transmitidos de geração em geração pode ser prejudicial para seus hospedeiros, podendo até induzir mudanças na proporção sexual do hospedeiro e parasitar seu sistema reprodutivo, causando sua feminização. Dessa maneira, os endossimbiontes feminilizados fazem com que indivíduos geneticamente masculinos se tornem femininos. Por exemplo, Wolbachia, Paramixidia ou Microspiridia podem ser diferentes endossimbiontes feminizantes. Os simbiontes feminilizadores foram encontrados em um inseto e em vários crustáceos . Um exemplo é Oniscidea ou Armadillidium vulgare, um organismo diplóide em que o sexo é ancestral determinado por cromossomos sexuais. A feminização produzida por uma bactéria chamada Wolbachia gera fêmeas homogaméticas - uma alocação cromossômica - e heterogamética - dois envelopes cromossômicos - mas um tipo de macho. As investigações revelaram que algumas mulheres eram genotipicamente masculinas, pelo que a determinação sexual era determinada pelo simbionte e não pelos cromossomos. Os não portadores de Wolbachia eram do sexo masculino. A feminização é influenciada por genes específicos do hospedeiro. O mecanismo de feminização é principalmente a inibição da diferenciação da glândula androgênica, ou seja, o bloqueio da glândula que gera hormônios masculinos. A consequência direta é que o fenótipo feminino aparece em indivíduos geneticamente masculinos.

## Feminização humilhante e forçada
É um jogo típico de role-playing (BDSM), onde a mulher dominante (dominatrix) força o dominado a usar roupas e maquiagem femininas. Para muitos membros da subcultura sadomasoquista, a feminização forçada é empolgante, pois é uma encenação humilhante típica, que se encaixa perfeitamente nos papéis de dominação e submissão. Em inglês, o uso do termo sissificação é comum para se referir à feminização. Em espanhol, o termo efeminado se encaixa melhor nesse papel.